# Nito Masashi
Masashi Nito (sinh ngày 5 tháng 5 năm 1989) là một cầu thủ bóng đá người Nhật Bản.

## Sự nghiệp câu lạc bộ
Masashi Nito đã từng chơi cho Tochigi SC.